# Mespilus
Mespilus es un género de plantas, perteneciente a la familia de las rosáceas.
Son arbustos o pequeños árboles que alcanzan unos 8 m de altura, con hojas elípticas de 6 a 15 cm de largo y 3 o 4 cm de ancho, de color verde oscuro se tornan rojizas en otoño antes de la caída. Las flores blancas con cinco pétalos son hermafroditas, surgen a finales de la primavera y son polinizadas por las abejas. El fruto es un pomo de 2 a 3 cm de diámetro cuyos sépalos persistentes le dan un aspecto hueco. En M. germanica el fruto es de color marrón mate, el de M. canescens rojo brillante.

## Taxonomía
Este género fue descrito por Carlos Linneo y publicado en Species Plantarum 1: 478–479, en el año 1753. La especie tipo es: Mespilus germanica L.

## Especies seleccionadas
- Mespilus acerifolia
- Mespilus acuminata
- Mespilus affinis
- Mespilus amelanchier
- Mespilus anthyllidifolia
- Mespilus apiifolia
- Mespilus arborea
- Mespilus arborescens
- Mespilus arbutifolia
- Mespilus arbutifolius
- Mespilus aria
- Mespilus aronia
- Mespilus canescens
- Mespilus germanica